# Сифиане
Сифиа́не или сифиты (также сетиане, греч. σηθιανοί) — гностики, названные так по имени библейского патриарха Сифа (Сета, греч. Σηθ), третьего сына Адама и Евы. Потомки Сифа (Сета), по мнению сетиан (сифиан), были носителями высшей мудрости. Впоследствии Сиф (Сет), согласно их верованиям, воплотился на земле в виде Иисуса Христа:
… они хвалятся тем, что происходят от Сета, сына Адама …они даже называют его Христом и уверяют, что он был Иисусом. (Епифаний, Панарион, гл. XXXIX, 1-3)
Учение сифиан базируется на идее избранного духовного рода, который чужд творцу материального мира (Демиургу, Архонту, Ялдаваофу). Духовные потомки Сифа окружены материальными людьми — потомками братоубийцы Каина. Сифиане верят, что лишь Сиф был ребёнком Адама и Евы, в то время как Каин является потомком Ялдаваофа, который соблазнил и насилием покорил жену первого человека. Злом считается не первородный грех, а смешение родов, которое является следствием неведения собственной духовной природы. Своей целью сифиане видят подлинное воскресение и вознесение из мира материи (неполноты — кеномы) в духовное царство Барбело (полнота — Плерома).
Основными источниками для изучения сифиан являются сочинения христианских авторов Епифания Кипрского, Тертуллиана и Ипполита Римского, а также оригинальные гностические рукописи.

## Учение сифианского гностицизма
- Сифиане верили в божественную Троицу Отца (Невидимого Духа), Матери (Барбело) и Сына (Самозарождённый);
- Божественная Троица порождает эоны, которые составляют духовную плерому (πληρωμα). Сифианские тексты предлагают список уникальных для этой традиции священных имен эонов, светил и ангелов, которые, однако, отличаются от текста к тексту;
- Существует реальность вне плеромы, которая именуется как хаос, бездна, тьма. Она возникает из-за падения одного из эонов, Премудрости (Софии), которая возжелала сотворить нечто сама, без одобрения Духа;
- Плод желания Софии обретает форму «незаконнорождённого сына» и получает имена Ялдаваоф, Саклас, Самаэль. Сын Софии слеп к Отцу, он пребывает в тупости и неведении, когда приступает к творению материального мира, противоположного Духу;
- София раскаивается в своей ошибке и стремится забрать «утраченный ею свет» обратно, то есть восстановить целостность Плеромы;
- Сифиане считают себя духовными потомками Сифа, который почитается ими как небесный и земной покровитель и является образом Небесного Адама, Сына Человеческого, Самозарождённого Сына. Именно Сиф принял форму Иисуса Христа и является подлинным Спасителем;
- Сифиане ассоциируют свои души с рассеянным в мире Демиурга светом. Они обретают освобождение посредством вознесения души из материального мира в царство плеромы, которое осуществляется благодаря совершению ритуала «Пять Печатей».

Учение сифианского гностицизма соответствует воззрениям гностических сект сифиан, барбелоитов, архонтиков и офитов, которые описаны христианскими апологетами, а также учению «гностиков-христиан», о которых критически отзываются неоплатоники Плотин и Порфирий.

## Основные тексты сифиан
Впервые выделить сифианские тексты из группы оригинальных гностических трактатов предложил немецкий коптолог и религиовед Ганс Мартин Шенке (1929—2002 гг.). В настоящее время в группу сифианских текстов исследователи включают следующие рукописи:
Ранние тексты (конец I — начало II вв.):
- Апокриф Иоанна (NHC II,1; III,1;IV,1; BG 8502,2)
- Три Формы Первой Мысли (Троеобразная Протеннойя,NHC XIII,1)
- Откровение Адама (NHC V,5)

Поздние тексты (середина II — начало IV вв.):
- Священная Книга Великого Невидимого Духа (Евангелие Египтян, NHC III,2; IV,2)
- Книга Аллогенов (Cod.Tch.,4)
- Второе Слово Великого Сифа (NHC VII,2)
- Ипостась Архонтов (NHC II,4)
- Мысль Нореи (NHC IX,2)

Христианские апокрифы (середина II — начало III вв.):
- Евангелие Иуды (Cod.Tch.,3)
- Мелхиседек (NHC IX,1)

Неоплатонические сифианские тексты (конец II — начало IV вв.):
- Зостриан (NHC VIII,1)
- Три Стелы Сифа (NHC VII,5)
- Аллоген (NHC XI,3)
- Марсан (NHC X)

NHC — библиотека Наг-Хаммади
BG — Берлинский Коптский Папирус 8502
Cod.Tch — Кодекс Чакос
Три ранних гностических текста содержательно не противоречат, а дополняют друг друга. Поздние тексты представляют собой развитие ранней традиции и в деталях отличаются как друг от друга, так и от ранних рукописей. «Евангелие Иуды» и «Мелхиседек» представляют собой христианские апокрифы, которые лишь упоминают некоторых персонажей сифианской мифологии. Последняя группа представлена четырьмя текстами, которые не содержат христианских воззрений и используют язык философии неоплатонизма.
Ряд рукописей из гностических кодексов имеют спорный статус. Так, теология «Послания Евгноста» (NHC III,3; V,1) напоминает учения «Апокрифа Иоанна» и «Аллогена-чужеземеца», но всё же отличается от них в существенных аспектах. Между тем, имя Евгност упоминается в «Священной Книге Великого Невидимого Духа». «Гром. Совершенный Ум» (NHC VI,2) не является гностическим гимном, однако некоторые пассажи идентичны гимну Спасителю в конце длинной версии «Апокрифа Иоанна», а также гимну Барбело в «Трех Формах Первой Мысли». «Парафраз Сима» (NHC VII,1) содержит как элементы сифианского, так и валентинианского учения, однако отрицает крещение и предлагает оригинальную теологию. Рукопись «О происхождении Мира» (NHC II,5; XIII,2) представляет собой пространное эссе, которое сочетает сифианские, валентинианские и манихейские сюжеты, религиозно-мистические концепции. Ряд текстов, как например Гипсифрона (NHC XI,4) слишком малы по объёму или фрагментарны, чтобы адекватно реконструировать их содержание.